# Coppa Mitropa 1976-1977
La Coppa Mitropa 1976-1977 fu la trentasettesima edizione del torneo e venne vinta dagli jugoslavi del Vojvodina Novi Sad, al primo titolo nella competizione.
Visto il fallimentare tentativo di emulare le coppe europee, si abbandonò definitivamente il modello virando su un girone a quattro.
A questa edizione non partecipano le squadre austriache

## Partecipanti
| Nazione                   | Squadra            | Campionato                                                  | Note                                            |
| ------------------------- | ------------------ | ----------------------------------------------------------- | ----------------------------------------------- |
| Cecoslovacchia (bandiera) | AC Sparta Praha    | 2º campionato di Cecoslovacchia 2. liga - Skupina A 1975-76 | Vincitrice Coppa di Cecoslovacchia 1975-76      |
| Italia (bandiera)         | AC Fiorentina      | 9º campionato d'Italia 1975-76                              |                                                 |
| Jugoslavia (bandiera)     | Vojvodina Novi Sad | 5º campionato di Jugoslavia 1975-76                         | Vincitrice della Coppa Intertoto 1976 Girone 10 |
| Ungheria (bandiera)       | Vasas              | 5º campionato d'Ungheria 1975-76                            |                                                 |

## Torneo

### Risultati
Prima giornata
Gare giocate il 3 novembre
| Squadra 1       | Risultato | Squadra 2          |
| --------------- | --------- | ------------------ |
| AC Fiorentina   | 0 - 0     | Vojvodina Novi Sad |
| AC Sparta Praha | 2 - 0     | Vasas              |

Seconda giornata
Gare giocate il 24 novembre
| Squadra 1          | Risultato | Squadra 2       |
| ------------------ | --------- | --------------- |
| Vasas              | 1 - 0     | AC Fiorentina   |
| Vojvodina Novi Sad | 2 - 1     | AC Sparta Praha |

Terza giornata
Gare giocate il 3 dicembre
| Squadra 1     | Risultato | Squadra 2          |
| ------------- | --------- | ------------------ |
| AC Fiorentina | 3 - 0     | AC Sparta Praha    |
| Vasas         | 3 - 2     | Vojvodina Novi Sad |

Quarta giornata
Gare giocate il 16 marzo
| Squadra 1          | Risultato | Squadra 2     |
| ------------------ | --------- | ------------- |
| AC Sparta Praha    | 2 - 0     | AC Fiorentina |
| Vojvodina Novi Sad | 2 - 2     | Vasas         |

Quinta giornata
Gare giocate il 6 aprile
| Squadra 1          | Risultato | Squadra 2       |
| ------------------ | --------- | --------------- |
| Vojvodina Novi Sad | 4 - 2     | AC Fiorentina   |
| Vasas              | 2 - 0     | AC Sparta Praha |

Sesta giornata
Gare giocate il 20 aprile e 3 agosto
| Squadra 1       | Risultato | Squadra 2          |
| --------------- | --------- | ------------------ |
| AC Fiorentina   | 2 - 1     | Vasas              |
| AC Sparta Praha | 0 - 0     | Vojvodina Novi Sad |

### Classifica finale
| Squadra            | P.ti | G | V | P | S | GF | GS | DR |
| ------------------ | ---- | - | - | - | - | -- | -- | -- |
| Vojvodina Novi Sad | 7    | 6 | 2 | 3 | 1 | 10 | 8  | +2 |
| Vasas              | 7    | 6 | 3 | 1 | 2 | 9  | 8  | +1 |
| AC Fiorentina      | 5    | 6 | 2 | 1 | 3 | 7  | 8  | -1 |
| AC Sparta Praha    | 5    | 6 | 2 | 1 | 3 | 5  | 7  | -2 |

## Classifica marcatori
|  | Gol | Marcatore          | Squadra            |
|  | --- | ------------------ | ------------------ |
|  | 4   | István Kovác       | Vasas              |
|  | 3   | Gianfranco Casarsa | AC Fiorentina      |
|  | 3   | Slobodan Vučeković | Vojvodina Novi Sad |
|  | 2   | Milan Vdovjak      | AC Sparta Praha    |
|  | 2   | Petar Nikezić      | Vojvodina Novi Sad |